# Факультативні анаероби
Факультативні анаероби (Факультативно анаеробні організми) — організми, звичайно бактерії або археї, що виробляють АТФ за допомогою аеробного дихання коли кисень присутній, але також здібні до перемикання на анаеробне дихання. На відміну від них, облігатні анаероби не можуть рости і вмирають при наявності кисню. Деякими прикладами факультативних анаеробів є Staphylococcus, Corynebacterium і Listeria (грам-позитивні бактерії). Організми в царстві грибів також можуть бути факультативним анаеробами, наприклад дріжджі.
Фактори, що впливають переключення типу дихання — концентрації кисню і зручного для анаеробного дихання матеріалу в довкіллі. У пивних дріжджах, так званий пастерівський зсув (припинення споживання кисню) спостерігається при додаванні значної кількості цукру. У культурі, що росте, «економіка» дихання воліє використовувати анаеробне дихання за наявності джерела енергії, а не аеробне через високі «накладні витрати» створення апарату аеробного дихання, навіть хоча вихід енергії на моль спожитих речовин і вищий. Виключення аеробного дихання швидше, ніж зворотний процес, тому що в культурі, яка росла протягом кількох поколінь через анаеробне дихання займе час щоб створити мітохондрії.